# Кондонская Нефертити
«Кондонская Нефертити», «Амурская Нефертити», «Амурская Венера» — антропоморфная глиняная статуэтка IV—III тыс. до н. э., артефакт археологической культуры среднего неолита — кондонской культуры (первобытное искусство Нижнего Приамурья), первая из найденных «амурских венер».
Место обнаружения — Хабаровский край, Солнечный район, село Кондон, поселение Кондон-почта (80 км от Комсомольска-на-Амуре). Была найдена в 1963 году во время раскопок А. П. Окладникова в стойбище оседлых рыболовов. Хранится в новосибирском музее Института археологии и этнографии СО РАН (Музей истории и культуры народов Сибири и Дальнего Востока).

## Находка
Окладников описывал свою находку так: «Из мглы веков встает не просто обобщенный этнический образ женщины древнего народа, но, скорее портретное её изображение. Неолитический скульптор с удивительным чувством реальности и искренней теплотой передал в глине черты определённого человеческого лица. Первое, что схватывает глаз зрителя, это, конечно, нежно очерченный широкий овал лица с обычными для монголоидов широкими и выпуклыми скулами. Затем миниатюрный подбородок и такие же миниатюрные, удивительно выпуклые, вытянутые вперед губы. Столь же примечателен нос, узкий и длинный, как у североамериканских индейцев. Утрированно узкие и длинные глаза в виде дугообразных щелей, глубоко прорезанные в мягкой пластичной глине. Может быть, самое неожиданное в кондонской статуэтке легкий наклон головы и тонкой хрупкой шеи вперед, к зрителю. Он сразу напомнил нам что-то столь же близкое, как и далекое. Уж не знаменитую ли египетскую царицу? В тот же час она получила от студентов-раскопщиков имя амурской Нефертити!»
Фигурка сразу получила достаточно широкую известность, поскольку не имела аналогов в культурном наследии народов неолитического Приамурья и совершенно не вписывалась в представления об их культуре. Археологов даже обвинили в фальсификации, однако позже были найдены похожие предметы: в 2000-е В. Е. Медведев нашёл аналогичные головы и туловища женских скульптурок на острове Сучу близ поселка Мариинска (в 250 км от первой находки), затем была найдена голова женской скульптурки в поселении Хумми (в 120 км от первой находки).

## Амурские венеры
Описание фигурки в каталоге 2022 года гласит: «керамическая статуэтка (бюст), передающая обобщенный образ женщины. Показан широкий овал лица с выпуклыми скулами, узким и длинным носом, миниатюрным подбородком и вытянутыми губами. Прикрытые узкие глаза смоделированы в виде прорезанных дугообразных щелей. Голова статуэтки слегка наклонена вперед. Лоб убегает назад, переходя в уплощенную основу головного убора (?). На лбу статуэтки имеется отверстие, возможно, предназначенное для крепления какого-то элемента декора или парика. Тело показано условно».
Является характерным примером первобытного искусства Нижнего Приамурья, жанр мелкой пластики которого можно разделить на три части: антропоморфные, зооморфные и антропозооморфные фигурки. Среди антропоморфных, пишет Окладников, наиболее удивительны керамические женские скульптурки. Нефертити — первую из них нашли при раскопках древнего поселения Кондон, она остаётся до сих «primus inter pares» (первой среди равных), хотя женские «личины», как их называют в научной литературе, известны практически на всех раскопанных поселениях неолита территории низовьев Амура. У всех личин прослежено морфологическое единство: изображается голова и торс, на нём чуть обозначены груди. Голова всегда изображается уплощённой в верхней части. Что это: головной убор или ритуальная трансформация черепа, неизвестно. Но эта особенность исключительно региональная.
Игорь Шевкомуд в книге «Поздний неолит Нижнего Амура» сообщает: «Обобщение информации по предметам искусства из керамики необходимо начать, прежде всего, с антропоморфных изображений, получивших название „амурских венер“. Таковые обнаружены в поселениях Кондон-Почта, Сучу, Хумми, Кольчум-3. Они имеют сходный облик и представляют женские скульптуры с реалистичной передачей черт лица и условной трактовкой фигуры… Можно утверждать, что изготовление „амурских венер“ было традиционным и распространенным, для них существовал определённый стандарт (размерный, стилистический и т. п.). Нахождение их в контекстах жилищ позволяет предполагать, что их роль была сходной с функциями нанайских божков-сэвэнов, хранителей дома… Скульптурки, близкие по типу „амурским венерам“, известны из памятников Приморья, относимых к эпохе бронзы. В. И. Дьяков связывает их происхождение с неолитом Приамурья. В памятниках культуры дземон в Японии широко известны антропоморфные керамические скульптурки „догу“. Основное отличие их от нижнеамурских — в стилизованном исполнении. Однако среди них имеются скульптурки с аналогичной формой головы».
Копии фигурки хранятся в различных музеях России.